# Yann Samuell
Yann Samuell, właśc. Yann Samuel Lebeaut (ur. 7 czerwca 1965 we Francji)
– francuski reżyser i scenarzysta filmowy. 
Zadebiutował komedią romantyczną Miłość na żądanie (2003) z Marion Cotillard i Guillaumem Canetem w rolach głównych. Później nakręcił m.in. Kłopoty z blondynką (2008) oraz Wiek rozumu (2010) z Sophie Marceau w roli głównej.

## Filmografia
- Miłość na żądanie, 2003 - reżyseria i scenariusz
- Kłopoty z blondynką, 2008 - reżyseria
- Zdrada Formozy, 2009 - scenariusz
- Wiek rozumu, 2010 - reżyseria i scenariusz
- Wojna guzików, 2011 - reżyseria i scenariusz
- Wielka ucieczka duchów, 2011 - reżyseria